# Nicaise de Keyser
Nicaise de Keyser (Zandvliet, 26 agosto 1813 – Anversa, 17 luglio 1887) è stato un pittore belga.

## Biografia
Fu allievo di Joseph Jacobs, che ne scoprì il talento e lo introdusse all'Accademia di Belle arti, e di van Bree ad Anversa. Nel 1839 fece un viaggio di istruzione in Italia. Il 6 ottobre 1840 sposò la pittrice di genere Isabella Telghuys.
Nel 1855 divenne direttore dell'Accademia di Belle Arti di Anversa, succedendo a Gustave Wappers. Numerosi furono i suoi allievi, tra i quali Émile Claus, Joseph Lies, Aloïs Boudry, Matthijs Maris e Florent Claes.
Nel 1873 fu insignito dell'onorificenza prussiana Pour le Mérite.
Agli inizi Keyser si dedicò a soggetti religiosi, ma ben presto passò a rappresentare episodi della storia del suo Paese. Divenne infine un ritrattista assai apprezzato e richiesto, specie da personaggi di alto rango, pur rimanendo un valido artista nella pittura storica.
Grande merito e successo gli recò il famoso quadro La battaglia degli speroni d'oro, da cui probabilmente lo scrittore Hendrik Conscience trasse ispirazione per il suo romanzo Il leone delle Fiandre.
Keyser morì ad Anversa, dove aveva sempre vissuto, nel 1887.

## Opere
- Anversa, Musée royal des Beaux-Arts, serie di quadri dedicata alla gloria della Scuola di Anversa:
  - Figure allégorique de la ville d'Anvers entourée d'artistes du gothique à la Renaissance, composizione centrale circondata da otto piccole scene di artisti di Anversa[1]: Raphaël et Barend van Orley, Jean van Eyck e Roger Rogier van der Weyden, Bartholomeus Spranger à Vienne, Antoon van Dyck à Londres, Gérard Edelinck à Paris, Artus Quellinus à Amsterdam, Denis Calvaert à Bologne, Matthias et Paul Bril à Rome.
  - Peintres et graveurs, su ambo i lati: L'Installation de l'Académie, Rubens dans son atelier.
  - Peintres et sculpteurs, sui due lati: La Visite d'Albrecht Durer à Quentin Metjis, Cornelis Floris de Vriendt montrant les plans de l'hôtel de ville.
  - Charles V délivre les esclaves de Tunis.
- Bruxelles, Museo reale d'arte moderna (Musées royaux des beaux-arts de Belgique):
  - Portrait de Louise-Caroline-Françoise van Campenhout, 1847
  - Moine consolant un prisonnier, acquarello su cartone, 1839
- Douai, Museo della Chartreuse di Douai
  - Portrait de Sir Henry Berthoud, (1804-1891), 1840
- Nizza, Museo di Belle arti, serie di quattro grandi composizioni lasciate al museo da Ernest Gambart, nel 1902.
  - Les Artistes de l'Antiquité, 1878.
  - Les Écoles du Midi: Italie et Espagne, 1876.
  - Les Écoles du Nord: Flandres, Hollande, France et Angleterre, 1876.
  - Écoles du XIX siècle[2], 1878.

## Le opere più note
- La visita di Durer à Quentin Metjis, Museo reale di Belle arti, Anversa
- Ritratto di Louise-Caroline-Françoise van Campenhout, (olio su tela, 175,5 x 106 cm) 1847, Museo reale d'arte moderna, Bruxelles
- Un monaco consola un prigioniero, (acquarello su cartone, 41,2 x 30,2 cm) 1839, Museo reale d'arte moderna, Bruxelles
- Ritratto di Henry Berthoud, (olio su tela, 28,5 x 20 cm) 1840, Museo della Chartreuse, Douai
- Gli artisti dell'antichità, (olio su tela, 283 x 404 cm) 1878, Museo di Belle arti, Nizza

## Galleria d'immagini

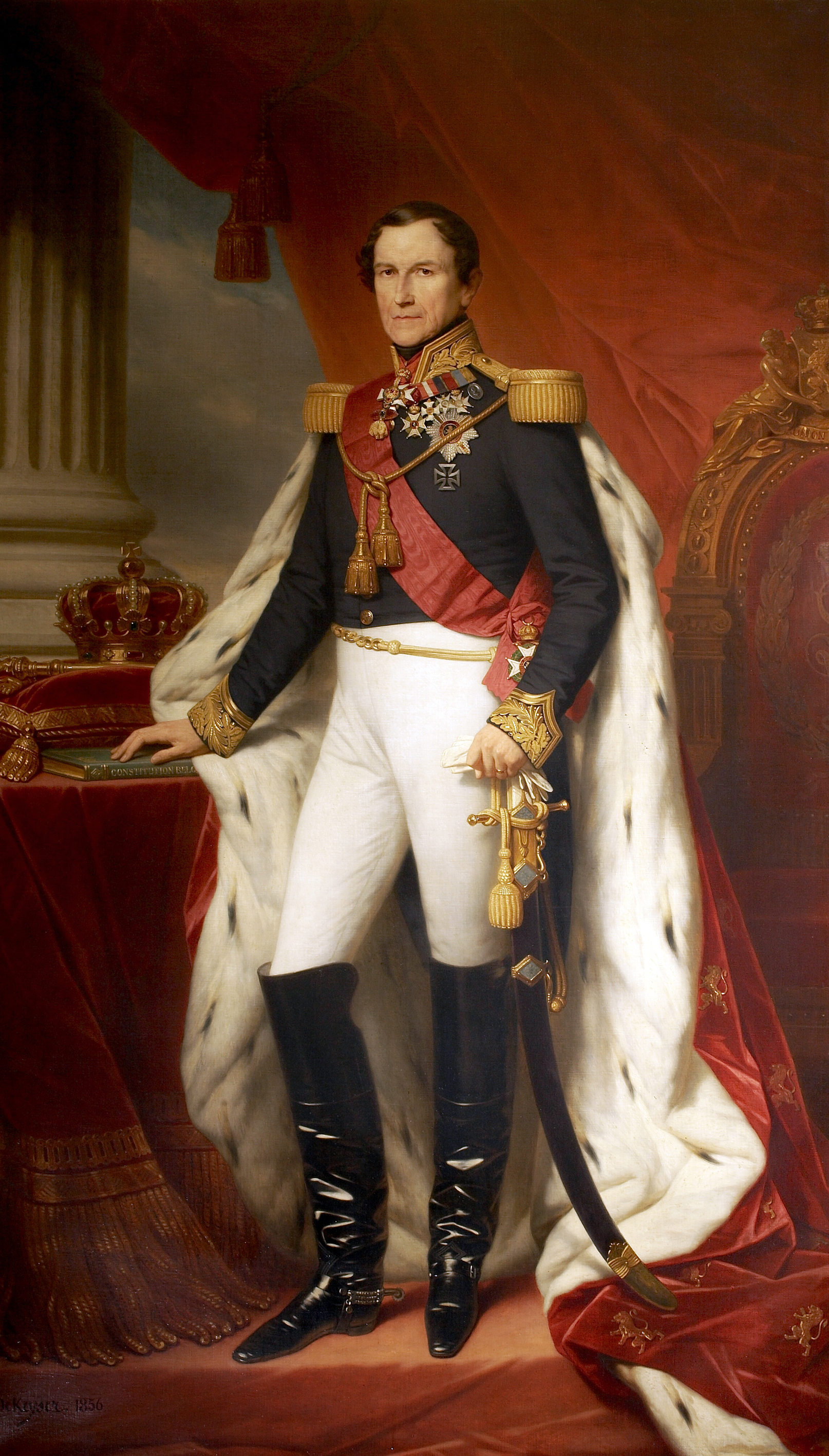
Leopoldo I del Belgio, 1856.
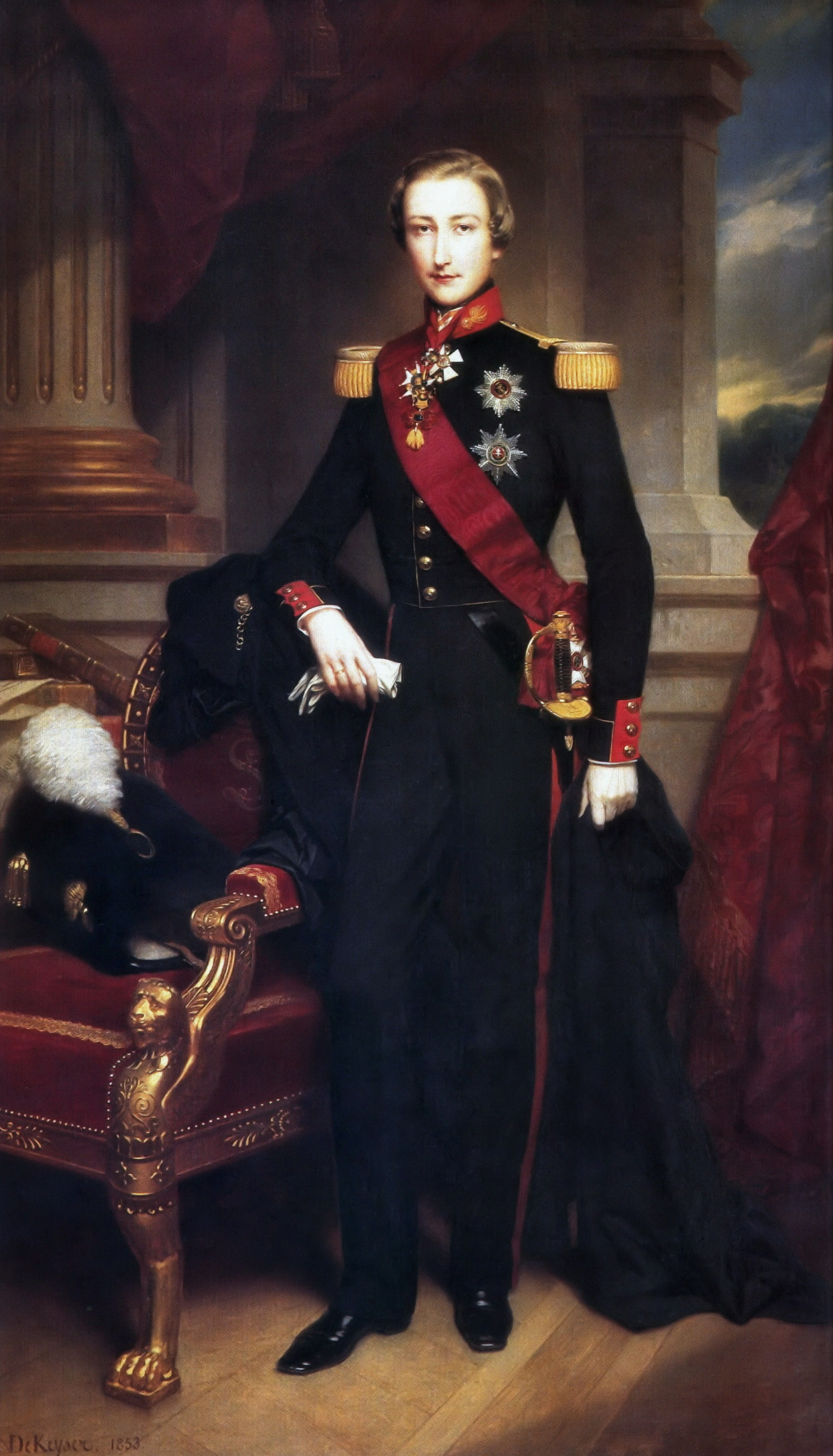
Leopoldo II del Belgio, 1865.
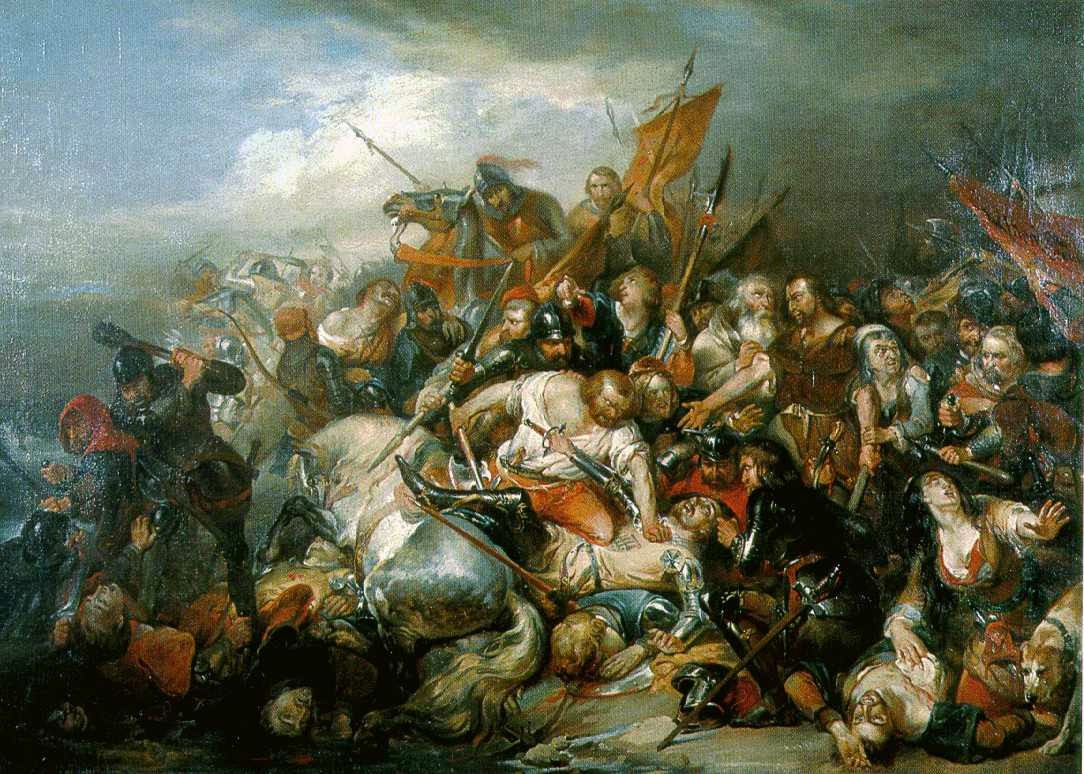
La Battaglia degli Speroni d'oro, 1836.
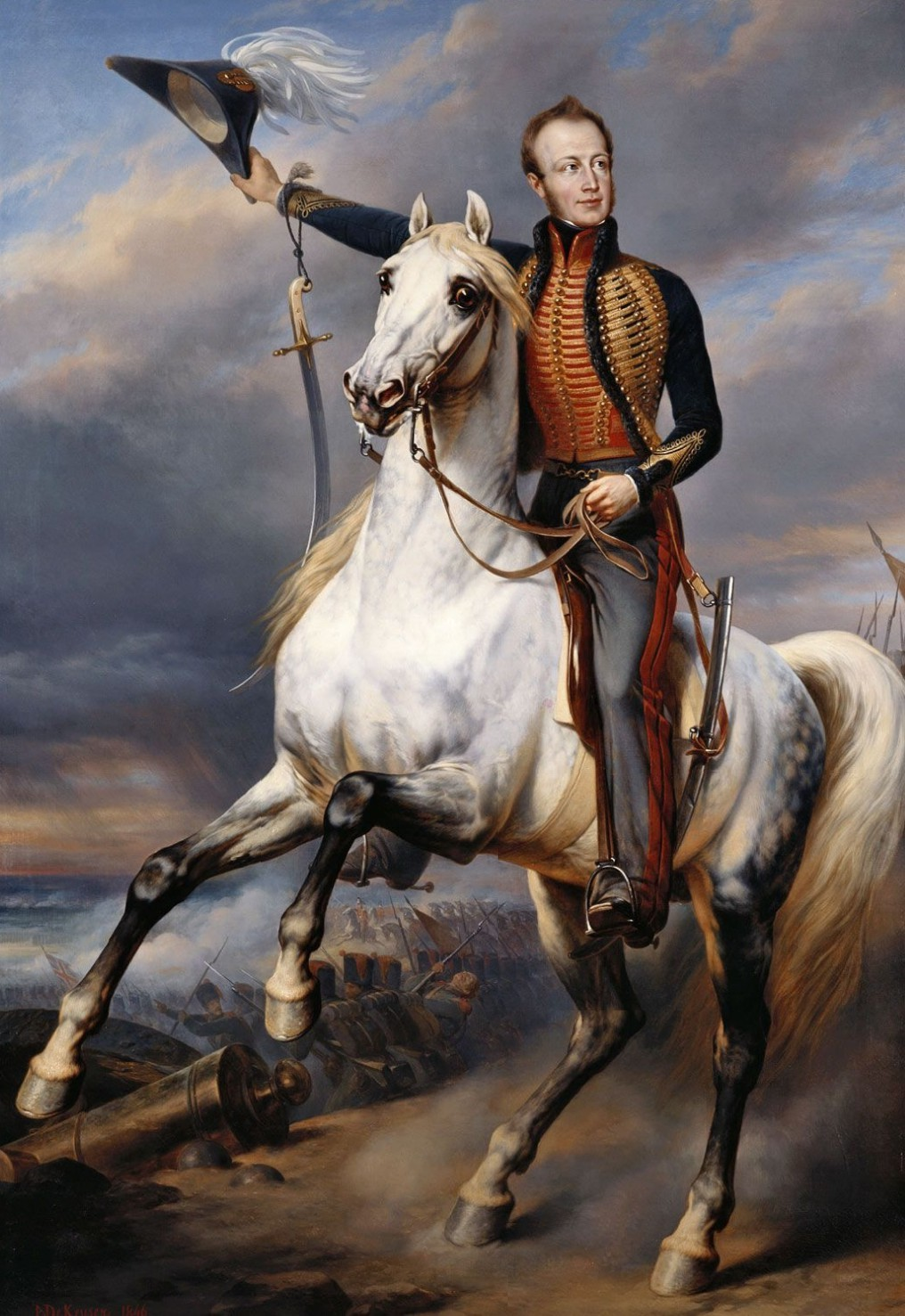
Guglielmo II Re di Olanda, 1846.
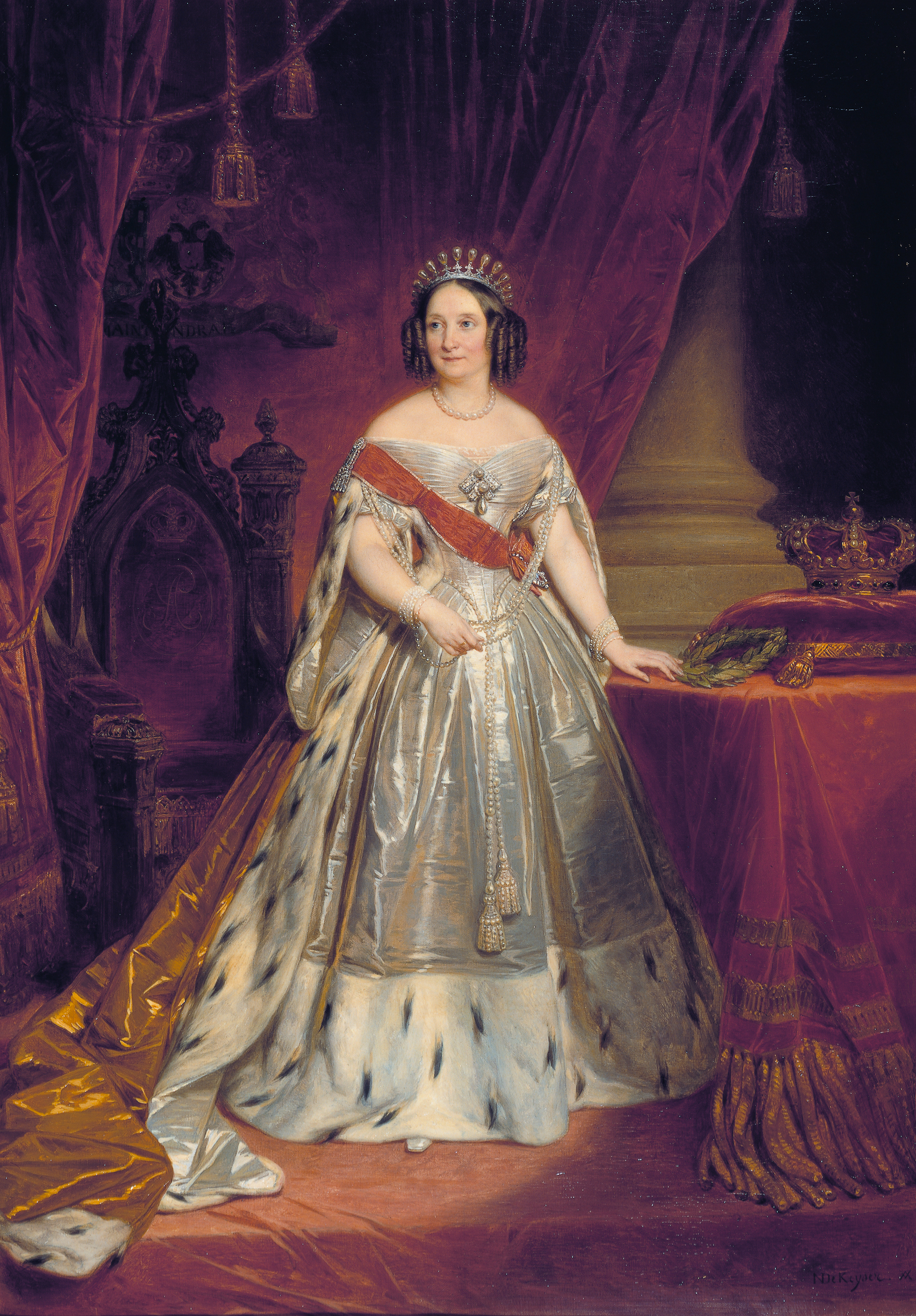
La Regina Anna d'Olanda, 1849.
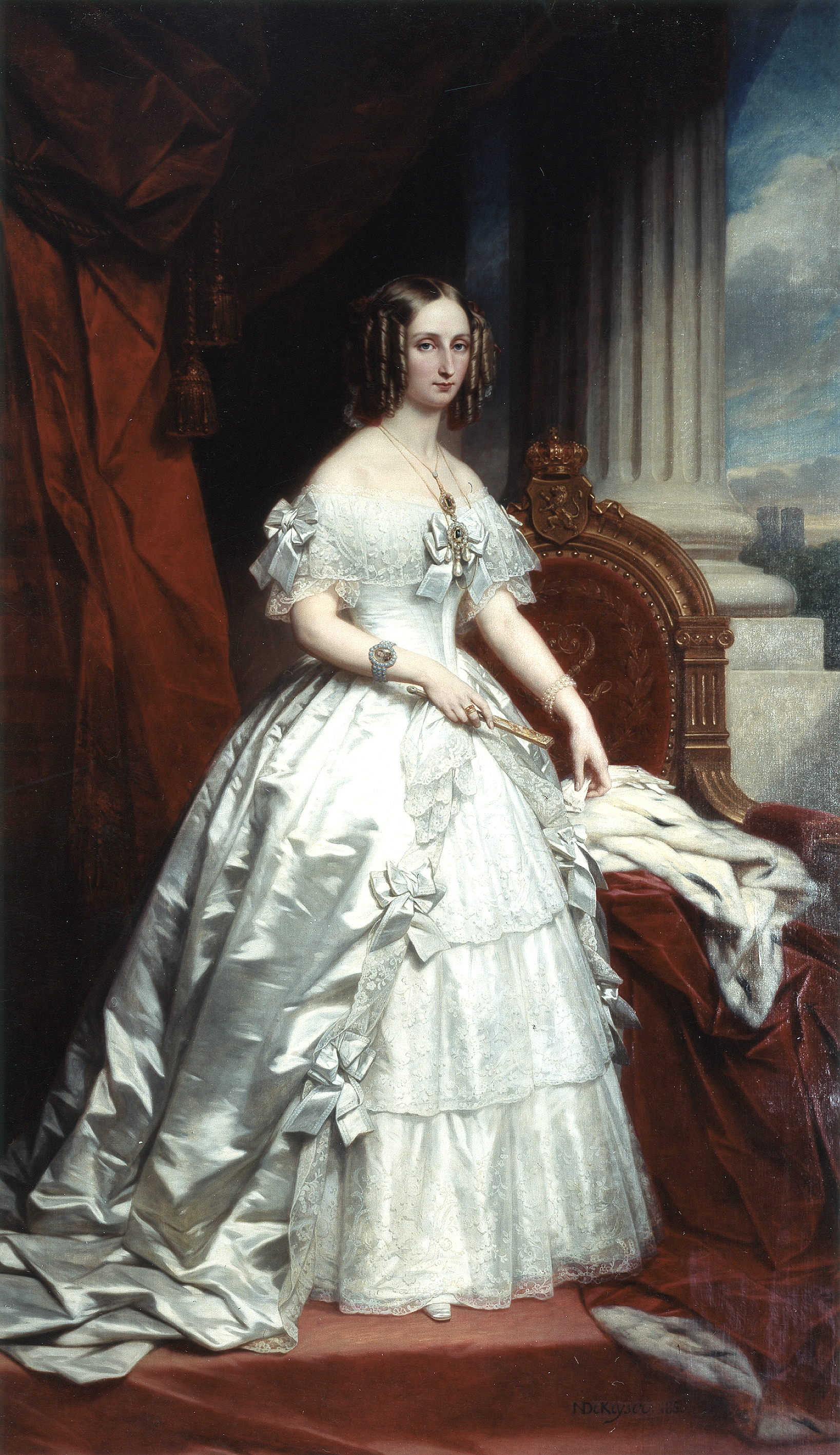
Maria Luisa d'Orléans, c. 1856.
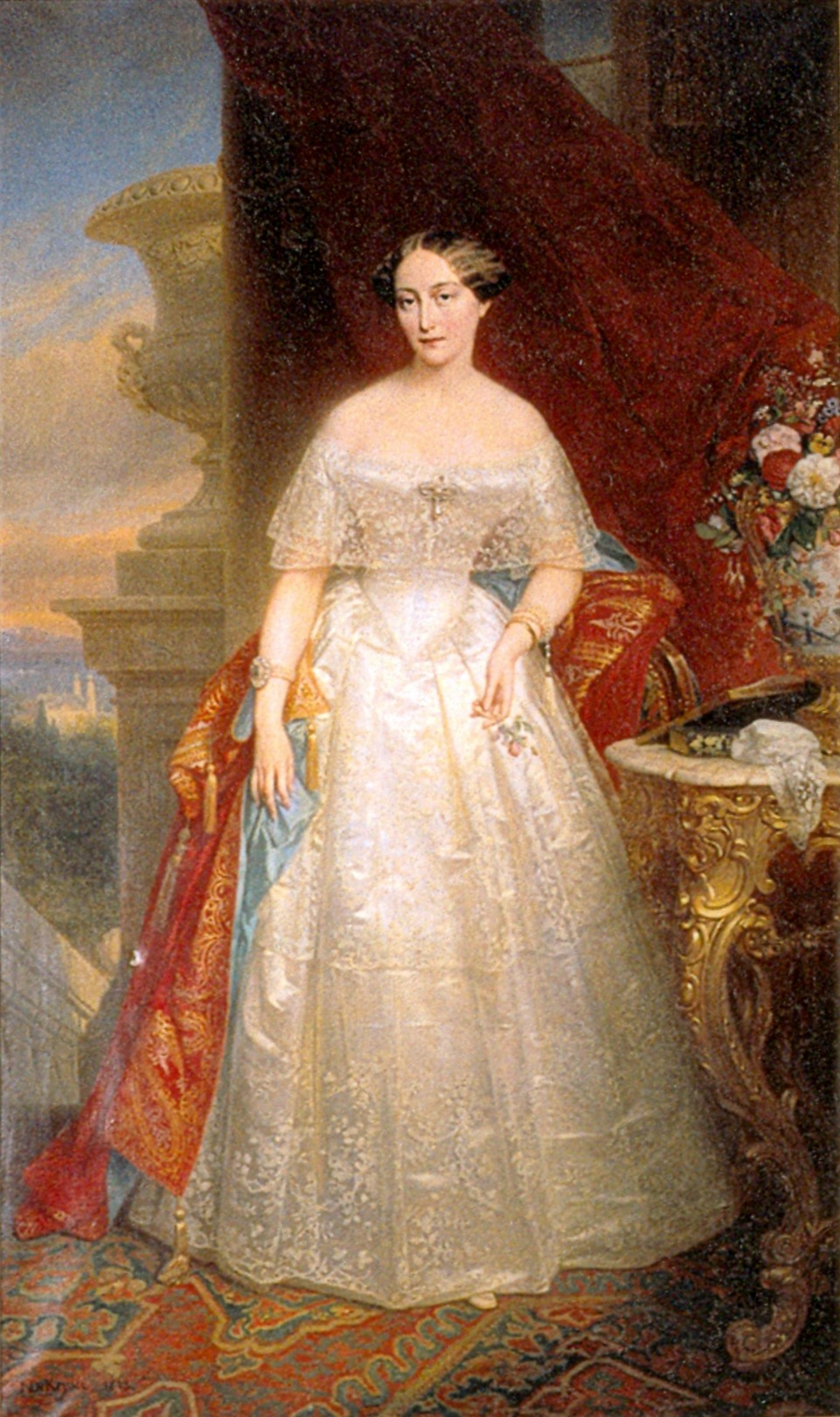
Olga di Russia, 1848.